# Lush Life (album Johna Coltrane’a)
Lush Life – album Johna Coltrane’a, wydany przez wytwórnię Prestige Records w 1961.
Nagrania pochodzą z lat 1957 i 1958, kiedy Coltrane był związany kontraktem z Prestige Records. Dokonano ich w studiu Rudy’ego Van Geldera w Hackensack 31 maja 1957 (utwór 5), 16 sierpnia 1957 (utwory 1-3) i 10 stycznia 1958 (utwór 4).

## Lista utworów
Strona A
| 1. | „Like Someone in Love” (Jimmy Van Heusen, Johnny Burke) | 4:55  |
|    |                                                         |       |
| 2. | „I Love You” (Cole Porter)                              | 5:28  |
|    |                                                         |       |
| 3. | „Trane's Slow Blues” (John Coltrane)                    | 6:00  |
|    |                                                         |       |
|    |                                                         | 16:23 |
|    |                                                         |       |
Strona B
| 4. | „Lush Life” (Billy Strayhorn)                                  | 13:51 |
|    |                                                                |       |
| 5. | „I Hear a Rhapsody” (Jack Baker, George Fragos, Dick Gasparre) | 5:57  |
|    |                                                                |       |
|    |                                                                | 19:48 |
|    |                                                                |       |

## Twórcy

### Utwory 1-3
- John Coltrane – saksofon tenorowy
- Earl May – kontrabas
- Art Taylor – perkusja

### Utwór 4
- John Coltrane – saksofon tenorowy
- Donald Byrd – trąbka
- Red Garland – fortepian
- Paul Chambers – kontrabas
- Louis Hayes – perkusja

### Utwór 5
- John Coltrane – saksofon tenorowy
- Red Garland – fortepian
- Paul Chambers – kontrabas
- Albert Heath – perkusja